# Joița
Joiţa es una comuna ubicada en el distrito de Giurgiu, Rumania.

## Superficie
Cuenta con una superficie de 23,79 kilómetros cuadrados.

## Demografía
Hasta 2021 la población era de 5438 habitantes, con una densidad de población de 228,6 habitantes por kilómetro cuadrado.